# Escala (juegos de guerra)

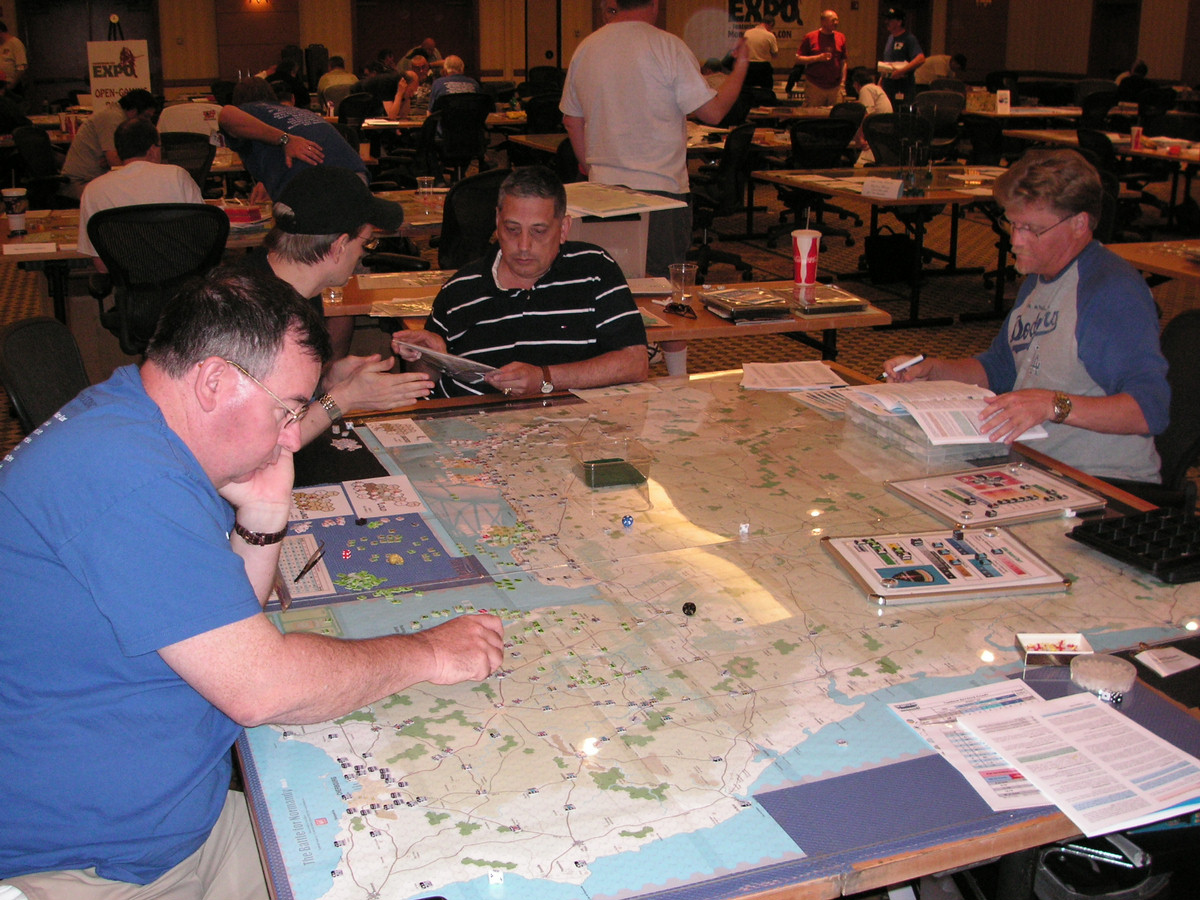
The Battle for Normandy de GMT Games, un juego de guerra de escala operacional.

El concepto de escala en un juego de guerra indica la amplitud del conflicto representado en su reglamento, que puede ir desde una escaramuza a un conflicto global tratado a escala planetaria. Así tendríamos, de menor a mayor:
- Escala de hombre a hombre: simula una pequeña escaramuza en la que cada ficha o figura representa a un único individuo.  Ejemplo: Firepower de Avalon Hill.
- Escala táctica: representa la confrontación entre, pelotones, compañías o vehículos individuales. Normalmente cubre una sola batalla o incluso tan sólo una parte de ella.  Ejemplos: Combat Commander de GMT Games o Advanced Squad Leader de Avalon Hill.
- Escala operacional: representa el enfrentamiento de unidades desde batallón a división. Normalmente se ocupa tan solo del aspecto militar, quedando la parte política o económica reflejada de forma abstracta mediante la obtención de refuerzos conforme a una secuencia histórica. Suele cubrir una sola campaña y la logística y el tiempo atmosférico pueden desempeñar un papel importante. Ejemplo: Hell's Highway de Victory Games.
- Escala estratégica: representa enfrentamientos a escala de división, cuerpo o ejército, abarcando amplios territorios y periodos de tiempo. Habitualmente incluye reglas que reflejan la producción de unidades y la existencia de unos centros económicos o industriales que actúan como objetivos militares. Ejemplo: Empires in Arms de Avalon Hill.
- Escala de gran estrategia: cubre la totalidad de una guerra o una serie de guerras incluyendo sus aspectos políticos y económicos además de los militares. Suelen ser juegos de larga duración, en los que cada jugador asume el gobierno de una nación o alianza de naciones. Ejemplo: World in flames de ADG.